# Henry Mancini
Henry Mancini, nascido Enrico Nicola Mancini, (Cleveland, 16 de abril de 1924 — Beverly Hills, 14 de junho de 1994) foi um compositor, pianista e arranjador americano. Dono de um apuro estético muito sofisticado no arranjo de suas músicas e tendo sido um melodista excepcional, ele é melhor lembrado como sendo um dos mais conhecidos compositores de trilhas sonoras para a televisão e o cinema, ganhando um número considerável de prêmios Grammy (incluindo um em reconhecimento em 1995).

## Carreira
Nascido numa família ítalo-americana, Mancini nasceu em Cleveland, no Estado de Ohio e cresceu em West Aliquippa, na Pensilvânia. O pai de Henry era um exímio flautista, e o filho rapidamente começou a tocar flauta e piano. Henry Mancini começou a estudar Arranjo e Composição na famosa Juilliard School of Music, em Nova York (em 1942), e mais tarde fez especialização em Música para o Cinema com mestres do porte do compositor italiano Mario Castelnuovo-Tedesco.
Apesar de ter sido colocado no Exército durante a Segunda Guerra Mundial, Mancini conseguiu trocar da infantaria para a banda, tornando-se o arranjador e pianista da Orquestra de Glenn Miller. Mais tarde, Mancini foi contratado por Tex Beneke, um saxofonista de Glenn Miller que anos depois da II Guerra Mundial, com o misterioso desaparecimento de Miller num ataque aos aviões das tropas aliadas no Canal da Mancha, praticamente continuou o legado do grande band leader, tornando-se então o líder da nova formação da The Glenn Miller Orchestra, em 1946.
Mancini conheceu sua futura esposa, Ginny O'Connor, numa audição para a banda de Tex Beneke, onde ele era o pianista, em Los Angeles. Com Ginny O'Connor, Mancini teve três filhos: Christopher e as gêmeas Felice e Monica.
Houve o período em que Mancini tocava à noite, em Los Angeles, antes de ser contratado por algum estúdio cinematográfico. Começou a compor para o Cinema, quando entrou para a Universal City Studios, na década de 50, em que arranjou e regeu música para filmes como "Creature from the Black Lagoon", e "The Glenn Miller Story" (mais conhecido no Brasil como "Música e Lágrimas"), que valeu uma indicação ao Oscar de Melhor Trilha Sonora para Mancini e os músicos comandados por Joe Gershenson, na Universal, em 1954.
Com uma vida praticamente toda dedicada à arte, à divulgação e ao ensino do melhor da Música popular, Henry Mancini morreu aos setenta anos de câncer no pâncreas, em Beverly Hills, Los Angeles, na Califórnia, em junho de 1994.
O Henry Mancini Institute foi fundado em 1996, na Califórnia, dois anos depois de sua morte, para a manutenção do ensino da Música, com o qual o maestro e compositor sempre foi identificado, porém fechou as portas em 2000, por impossibilidade de continuar seus trabalhos.

## Orquestra de Henry Mancini
Entre os inúmeros músicos que tocaram na Henry Mancini & His Orchestra figuraram o brasileiro Laurindo de Almeida (violão) e trompetistas como o americano Pete Candoli. Era a própria Ginny O'Connor quem fazia a contratação de cantores para o coro de vozes que acompanhava a Orquestra. A Orquestra de Henry Mancini, contratada da RCA Victor (depois BMG) gravou mais de 90 álbuns, muitos deles tiveram a produção fonográfica de Joe Reisman.
Mancini tinha o próprio programa semanal de variedades e música na TV americana, "The Mancini Generation", com seus 40 músicos, sendo que cada programa tinha duração de 30 minutos, entre os anos de 1972 e 1973.
Henry Mancini escreveu dois livros: a autobiografia "Did They Mention the Music?" (escrito em 1989) com Gene Lees e o livro técnico "Sound and Scores", de 1962, sobre orquestração para música popular, em que Mancini desmonta a sua partitura do famoso tema de "Peter Gunn" para ensinar a arte da orquestração, composição e arranjo.
Mancini compôs trilha para mais de 80 filmes, ganhou 4 Oscars da Academia de Hollywood, 2 Prêmios Emmy (O Oscar da TV americana) e 20 Grammys, o prêmio máximo da indústria fonográfica.

## Cinema e televisão
As composições pelas quais Henry Mancini é mais conhecido incluem Moon River (a canção tema do filme de 1961 dirigido por Blake Edwards Breakfast at Tiffany's/Bonequinha de Luxo) e os temas dos filmes A Pantera Cor-de-Rosa (direção de Blake Edwards) e Charada de 1963(direção de Stanley Donen), bem como o tema do famoso Pássaros Feridos, minissérie de 1983, exibida no Brasil pelo SBT desde 1985.
Alguns cineastas para quem Henry Mancini compôs trilhas: Paul Newman (Sometimes a Great Notion, The Glass Menagerie), Howard Hawks (Hatari!), Vittorio de Sica (The Sunflower / Os Girassóis da Rússia), Norman Jewison (Gaily, Gaily), Martin Ritt (The Molly Maguires / Ver-te-ei no Inferno), George Roy Hill (The Great Waldo Pepper) e muitos outros. Para Stanley Donen, Mancini compôs as trilhas de Charade, Arabesque e Two For the Road / Uma Estrada para Dois.
A atriz Audrey Hepburn trabalhou em quatro filmes com trilha composta por Henry Mancini: Bonequinha de Luxo / Breakfast at Tiffany's, Charade, Uma Estrada para Dois / Two For the Road e Um Clarão nas Trevas / Wait Until Dark (este último dirigido por Terence Young).
É de Henry Mancini as aberturas de séries televisivas como Acredite Se Quiser (Believe It or Not), Os Detetives/(NBC Mistery Movie) e Remington Steele ("Jogo Duplo", como foi batizado no Brasil), entre muitas outras.
Também é muitas vezes creditado pela composição de trilhas sonoras de filmes de Charlie Brown e Sua Turma, em particular o tema "Linus and Lucy". Mas na verdade estas canções foram compostas e tocadas por outro pianista de jazz, Vince Guaraldi. Grande parte do trabalho de Mancini pode ser classificado no gênero easy listening.
Henry Mancini também o compositor da trilha para os desenhos animados de longa-metragem Tom & Jerry - O Filme, de 1993 (MGM) e O Ratinho Valente, dos Estúdios de Walt Disney, em 1986.

## Blake Edwards
É de 1958 o início dos trabalhos (e da amizade) com o diretor e roteirista americano Blake Edwards, com quem Mancini estabeleceu uma parceria de mais de 30 anos, fazendo a trilha primeiramente para a TV (séries "Peter Gunn" e "Mr. Lucky") e depois para o Cinema ("Mr. Cory", "High Time", "Operation Petticoat", "Breakfast at Tiffany's"/Bonequinha de Luxo, "Days of Wine and Roses"/Vício Maldito, "What Did You Do in the War, Daddy?", a série "The Pink Panther"/A Pantera Cor-de-Rosa" (sete filmes entre 1963 e 1993), "Victor/Victoria", "Darling Lili" e muitos outros.
Os quatro Oscars de Henry Mancini vieram com três filmes dirigidos por Edwards: Melhor Canção ("Moon River", letra de Johnny Mercer) para "Breakfast at Tiffany's (em 1961), Melhor Canção "Days of Wine and Roses", (em 1962) e dois para "Victor/Victoria", em 1982: Melhor Trilha Sonora e Melhor Partitura (com Leslie Bricusse nas letras das canções).
Mancini compôs "Moon River", de "Bonequinha de Luxo" para a voz de Audrey Hepburn, que ele tinha ouvido cantar no filme "Funny Face", dirigido por Stanley Donen. Neste filme, interpreta canções de George Gershwin. Desta forma, a extensão vocal da atriz foi levada ao piano por Mancini que então começou a dedilhar e facilmente encontrou a melodia da canção que lhe daria o Óscar em 1961.
Foi a própria Audrey quem pediu que Mancini não colocasse no LP da trilha sonora a faixa em que ela canta "Moon River" com sua própria voz, ao violão, ao que o compositor atendeu gentilmente. Mancini chegou a dizer que de todas as gravações de "Moon River", a mais bela de todas sempre foi a primeira, cantada por Audrey Hepburn no filme.

## Antes e depois de Mancini
Henry Mancini foi um dos compositores de trilhas cuja importância reside em ter aberto um divisor de águas na História da Música para o Cinema, ao colocar o chamado mainstream jazz na trilha do filme A Touch of Evil / A Marca da Maldade, dirigido em 1958 por Orson Welles.
Antes da geração de Henry Mancini, a trilha sonora de um filme no Cinema americano era quase que exclusivamente sinfônica, grandiloqüente (porém numa versão mais flexível dentro das tradições formais rígidas do Leitmotiv de Richard Wagner), tendo como os maiores representantes desta vertente compositores como Alfred Newman (O Egípcio e O Manto Sagrado), Max Steiner (E O Vento Levou e Rastros de Ódio), Dmitri Tiomkin (Os Canhões de Navarone e Matar ou Morrer), Bernard Herrmann (Vertigo / Um Corpo que Cai, Psicose e Cidadão Kane), Franz Waxman (Rebecca e Janela Indiscreta) e Miklos Rosza (Ben-Hur e El Cid). Esta vertente de compositores ainda está, de certa forma, representada atualmente por John Williams (E.T. e a série Indiana Jones).
Após a entrada do jazz no Cinema, muitos compositores de linhas diferentes passaram a figurar nas trilhas sonoras: Lalo Schifrin (o tema de Missão Impossível), Jerry Goldsmith (Papillon e O Planeta dos Macacos), John Barry (os filmes da série James Bond e O Leão no Inverno), Michel Legrand (O Verão de 42 e Os Guarda-Chuvas do Amor), Georges Delerue (Jules et Jim e A Noite Americana), Bill Conti (Broadcast News e os filmes da série Rocky), Giorgio Moroder (Midnight Express / O Expresso da Meia-Noite e American Gigolo / O Gigolô Americano), Vangelis (Blade Runner e 1492 - A Conquista do Paraíso), Alan Silvestri (a trilogia De Volta para o Futuro e Forrest Gump), entre outros.
Da mesma forma, compositores de trilhas de Cinema como os poloneses Zbigniew Preisner (Coração Iluminado e The Secret Garden) e Wojciech Kilar (Drácula de Bram Stoker), o libanês Gabriel Yared (O Paciente Inglês e Cidade dos Anjos) e o francês Alexandre Desplat (O Curioso Caso de Benjamin Button e Moça com Brinco de Pérola) são atuais representantes desta vertente.

## Temas e canções selecionados
- De Peter Gunn (letras por Ray Evans e Jay Livingston)
  - "Peter Gunn Theme"
  - "Bye Bye"
  - "The Brothers Go to Mother's"
  - "Dreamsville"
  - "Blues for Mother's"
  - "Sorta Blue"
  - "Slow and Easy"
- De The Richard Boone Show (letras por Al Stillman)
  - "How Soon"
- "Man's Favorite Sport" (1963) (letras por Johnny Mercer)
- "I Love You and Don't You Forget It" (1963) (letras por Al Stillman)
- De "Charade" (1964), do filme de Stanley Donen (letras de Johnny Mercer)
  - "Charade"
  - "Bateau Mouche"
- De Victor/Victoria, filme de Blake Edwards, 1982 (letras de Leslie Bricusse)
  - "Crazy World"
  - "Chicago, Illinois"
  - "You and Me"
- De The Pink Panther, filme de Blake Edwards, 1963
  - "Cortina"
  - "The Pink Panther Theme"
  - "Piano and Strings"
  - "It Had Better Be Tonight"
- De Hatari!, filme de Howard Hawks, 1962
  - "Baby Elephant Walk"
- LP "Henry Mancini Pure Gold", RCA Victor
  - "Moment to Moment"
- "Push The Button, Max!" Laurel and Hardy theme

## Grammys
- 1958
  - Best Arrangement - The Music From Peter Gunn
  - Album Of The Year - The Music From Peter Gunn
- 1960
  - Best Arrangement - Mr. Lucky
  - Best Jazz Performance Large Group - Blues And The Beat
  - Best Performance By An Orchestra - Mr. Lucky
- 1961
  - Song Of The Year - Moon River
  - Best Arrangement - Moon River
  - Best Performance By An Orchestra - For Other Than Dancing - Breakfast At Tiffany's
  - Record Of The Year - Moon River
  - Best Sound Track Album/Recording Of Score From Motion Picture/Television - Breakfast At Tiffany's
- 1962
  - Best Instrumental Arrangement - Baby Elephant Walk
- 1963
  - Song Of The Year - The Days Of Wine And Roses
  - Best Background Arrangement - The Days Of Wine And Roses
  - Record Of The Year - The Days Of Wine And Roses
- 1964
  - Best Instrumental Arrangement - The Pink Panther
  - Best Instrumental Performance Non-Jazz - The Pink Panther
  - Best Instrumental Composition (Other Than Jazz) - The Pink Panther Theme
- 1969
  - Best Instrumental Arrangement - Love Theme From Romeo And Juliet
- 1970
  - Best Instrumental Arrangement - Theme From Z
  - Best Contemporary Instrumental Performance - Theme From Z And Other Film Music
- 1995
  - Grammy Lifetime Achievement Award
- 1998
  - Grammy Hall Of Fame Award - The Music From Peter Gunn
- 1999
  - Grammy Hall Of Fame Award - Moon River
- 2001
  - Grammy Hall Of Fame Award - The Pink Panther
- 2003
  - Grammy Hall Of Fame Award - The Days Of Wine And Roses
- 2005
  - Grammy Hall Of Fame Award - Peter Gunn